# Mary McAllister
Mary McAllister, también conocida como Little Mary McAllister, (27 de mayo de 1909-1 de mayo de 1991) fue una actriz cinematográfica estadounidense que trabajó en el cine mudo de los primeros años de Hollywood y pionera entre los actores infantiles. 

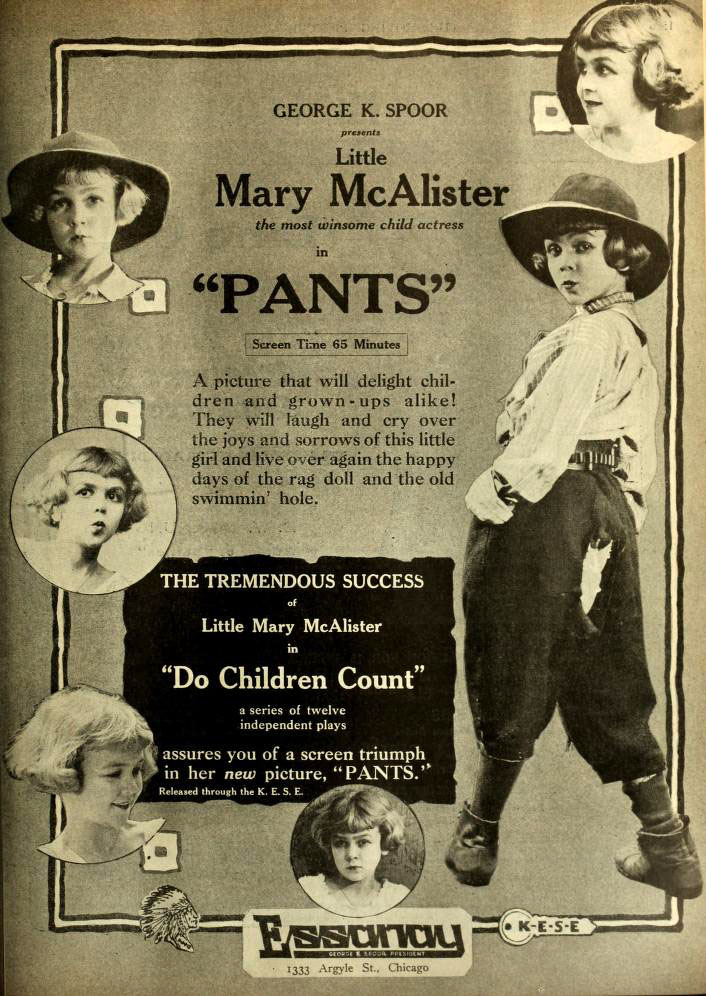
Pants (1917)

McAllister nació en Los Ángeles, California, y comenzó su carrera interpretativa a la temprana edad de seis años, trabajando con Edna Mayo y William Burns en el film de 1915 Despair. Como actriz infantil trabajaría en treinta y seis películas antes de cumplir los 18 años. Su título más conocido de esa época sería su papel protagonista en Sadie Goes to Heaven, en el cual actuaban Russell McDermott y Jenny St. George, siendo éste el único trabajo de St. George para el cine. En 1927 fue elegida una de las trece "WAMPAS Baby Stars", junto a Sally Phipps, Martha Sleeper y Frances Lee, entre otras. 
Al año siguiente, 1928, actuaría en cuatro filmes, el último de los cuales sería Love of an Actress, protagonizada por Pola Negri. En 1929 su carrera decayó, ya que no actuó a lo largo del año. Su transición al cine sonoro no fue exitosa. Tuvo un papel secundario menor en la película de 1930 On the Level, protagonizada por Victor McLaglen, y ese mismo año tuvo un papel sin aparecer en los créditos en Madam Satan, que sería su última interpretación. Tras quince años en el negocio del espectáculo y un total de 43 películas, su carrera estaba terminada, con solo 21 años de edad. 
Finalmente se domicilió en Del Mar, California, donde vivía en el momento de su muerte, el 1 de mayo de 1991.